# Scikit-learn
Scikit-learn（曾叫做scikits.learn与sklearn）是用于Python编程语言的自由并开源的机器学习库。它包含了各种分类、回归和聚类算法，包括多层感知器、支持向量机、随机森林、梯度提升、k-平均聚类和DBSCAN，它被设计协同于Python数值库NumPy和和科学库SciPy。

## 概述
scikit-learn计划开始于scikits.learn，它是David Cournapeau的Google编程之夏计划。它的名字来源自成为“SciKit”（SciPy工具箱）的想法，即一个独立开发和发行的第三方SciPy扩展。最初的代码库被其他开发者重写了。在2010年，来自法国罗康库尔的法国国家信息与自动化研究所的Fabian Pedregosa、Gael Varoquaux、Alexandre Gramfort和Vincent Michel，领导了这个项目并在2010年2月1日进行了首次公开发行。在各种scikit中，scikit-learn和scikit-image截至2012年11月是“良好维护和流行的”。Scikit-learn是在GitHub上最流行的机器学习库之一。

## 实现
Scikit-learn主要用Python编写的，并广泛使用NumPy进行高性能线性代数和数组运算。此外，一些核心算法用Cython书写来以提高性能。在某些情况下，用Python扩展出特定方法是不可能的；比如支持向量机，是通过用Cython包装LIBSVM实现；逻辑斯谛回归和线性支持向量机，是通过对LIBLINEAR的类似的包装实现的。
Scikit-learn与很多其他Python库可以良好的集成起来，比如用于绘图的matplotlib和plotly，用于阵列向量化的NumPy，用于数据帧的pandas，用于科学计算的SciPy等等。

## 有关工具
- sklearn-onnx是将scikit-learn模型转换成ONNX的工具[7]。
- SciKeras是对Keras模块的scikit-learn兼容的包装器[8]。
- skorch是包装了PyTorch的scikit-learn兼容的神经网络库[9]。

## 引用
1. ↑  . 2025年1月10日  [2025年1月29日].
2. ↑  Fabian Pedregosa; Gaël Varoquaux; Alexandre Gramfort; Vincent Michel; Bertrand Thirion; Olivier Grisel; Mathieu Blondel; Peter Prettenhofer; Ron Weiss; Vincent Dubourg; Jake Vanderplas; Alexandre Passos; David Cournapeau; Matthieu Perrot; Édouard Duchesnay. . Journal of Machine Learning Research. 2011, 12: 2825–2830  [2020-10-31]. （原始内容存档于2020-12-01）.
3. ↑  Dreijer, Janto. .   [2020-10-31]. （原始内容存档于2020-11-07）.
4. ↑  . scikit-learn.org.   [2020-10-31]. （原始内容存档于2020-11-06）.
5. ↑  Eli Bressert. . O'Reilly. 2012: 43  [2020-10-31]. （原始内容存档于2016-04-25）.
6. ↑  . The GitHub Blog. GitHub. 2019-01-24  [2019-10-17]. （原始内容存档于2020-11-07） （美国英语）.
7. ↑  .   [2023-09-22]. （原始内容存档于2023-10-11）.
8. ↑  .   [2022-09-01]. （原始内容存档于2022-06-19）.
9. ↑  .   [2022-09-01]. （原始内容存档于2022-08-24）.